# Васин, Дмитрий Иванович
Дмитрий Иванович Васин (1 мая 1912, с. Коноваловка, Кокчетавский уезд, Акмолинская область, Российская империя — 11 октября 1973, Петропавловск, Казахская ССР, СССР) — советский партийный работник. Герой Социалистического Труда (1957). Член ВКП(б) с 1937 года.

## Биография
После окончания сельской школы с 1927 года вступил вместе с родителями в местный колхоз «Трудовик» Кокчетавского уезда (с 1928 года — Тонкерейского района Петропавловского округа) Казакской АССР, где отец был председателем колхоза, заведующим фермой.
В 1930—1931 годах учился на рабфаке, окончив который, работал в 1932—1934 годах управляющим делами Ленинского райкома ВКП(б), секретарём комсомольского комитета мясосовхоза в Ленинском районе Карагандинской области.
В 1934—1936 годах служил в рядах Красной Армии в пограничных войсках. После увольнения в запас вернулся в Тонкерейский район Северо-Казахстанской области, где продолжил комсомольскую работу в качестве секретаря райкома ЛКСМ Казахстана (1936—1938). В 1938—1939 годах исполнял обязанности председателя Тонкерейского райисполкома Северо-Казахстанской области.
С 1939 года — на партйной работе в Акмолинской области Казахской ССР. Более трёх лет являлся заведующим военным отделом Сталинского райкома Компартии Казахстана. В дальнейшем работал секретарём по кадрам Есильского райкома партии (1942—1944), вторым секретарём Есильского райкома (1944—1945).
С 1945 по 1947 год работал заместителем начальника Акмолинского областного земельного отдела по животноводству, а с образованием областного животноводческого отдела — заместителем начальника указанного отдела.
С мая 1947 года — заместитель председателя исполкома Макинского районного Совета депутатов трудящихся (ныне — Буландыкский район). В 1950 году направлен в Алматинскую высшую партийную школу при ЦК Коммунистической партии Казахской ССР, которую окончил в 1952 году.
В 1952 году направлен в Молотовский район (с 1957 года — Балкашинский) Акмолинской области на должность председателя исполкома Молотовского районного Совета депутатов трудящихся.
Указом Президиума Верховного Совета СССР от 11 января 1957 года за особо выдающиеся успехи, достигнутые в работе по освоению целинных и залежных земель, и получение высокого урожая удостоен звания Героя Социалистического Труда с вручением ордена Ленина и золотой медали «Серп и Молот».
С 1961 года работал председателем Балкашинского райкома профсоюза сельского хозяйства и заготовок.
В 1962 году вышел на пенсию. Жил в городе Петропавловск Северо-Казахстанской области.
Скончался 11 октября 1973 года. Похоронен на Старом православном кладбище Петропавловска.